# Rabindranath Datta
Rabindranath Datta, detto Robbie (Calcutta, 1º ottobre 1883 – Calcutta, 1917), è stato un poeta indiano in lingua inglese.

## Biografia
Dopo gli studi all'Università di Oxford, si affiliò come avvocato al Gray's Inn di Londra nel 1908 e all'Alta Corte di Calcutta nel 1909. Tuttavia, non praticò mai l'attività forense, insegnando invece letteratura inglese e filologia comparata all'Università di Calcutta fino alla morte. 
Fu proprio nel 1909 che pubblicò la silloge Echoes from East and West, in cui riadattava nel proprio stile versi di capolavori di opere poetiche scritte in lingue indoeuropee. Nel 1913 sposò la britannica Emily G. Atkinson, mentre nel 1916 fu candidato al Premio Nobel per la letteratura.
Morì nella natia Calcutta nel 1917.

## Opere
- (EN) Echoes from East and West, Cambirdge, Galloway and Porter, 1909.
- (EN) Stories in Blank Verse, Calcutta, Dasgupta & Co., 1915.
- (EN) Sakuntala and Her Keepsake, Calcutta, Dasgupta & Co., 1915.